# Hermann Kalvelage
Hermann Kalvelage (* 26. Januar 1884 in Brockdorf bei Lohne; † 26. April 1966 in Halen) war ein deutscher Politiker.
Der Landwirt gehörte als Abgeordneter der CDU von der ersten Sitzung am 30. Januar 1946 bis zur letzten am 6. November 1946 dem Ernannten Landtag von Oldenburg an und fungierte dort als Zweiter Vizepräsident.

## Quelle
- Barbara Simon: Abgeordnete in Niedersachsen 1946–1994. Biographisches Handbuch. Hrsg. vom Präsidenten des Niedersächsischen Landtages. Niedersächsischer Landtag, Hannover 1996.

| Personendaten    | Personendaten                   |
| ---------------- | ------------------------------- |
| NAME             | Kalvelage, Hermann              |
| KURZBESCHREIBUNG | deutscher Politiker (CDU), MdL  |
| GEBURTSDATUM     | 26. Januar 1884                 |
| GEBURTSORT       | Brockdorf bei Lohne (Oldenburg) |
| STERBEDATUM      | 26. April 1966                  |
| STERBEORT        | Halen                           |